# 히카르두 페레이라
히카르두 알레샨드르 마르틴스 소아레스 페레이라(포르투갈어: Ricardo Alexandre Martins Soares Pereira, 1976년 2월 11일 ~ )는 히카르두 페레이라(Ricardo Pereira) 또는 히카르두(Ricardo)로 불리는 포르투갈의 은퇴한 축구 선수이며 선수 시절 포지션은 골키퍼이다. 2회의 FIFA 월드컵에 출전하였고 2006년 대회에서는 올스타 팀 골키퍼 부문에 선정되었다.

## 축구인 경력

### 클럽 경력
고향 팀인 몬티주에서 1995년까지 활약하다 1부 리그의 보아비스타로 이적하였다. 특히 2000-01 시즌엔 리그 최소 실점을 기록하며 팀을 리그 우승으로 이끌었고 2002-03 UEFA컵에서는 팀이 준결승전까지 올라가는데 공헌하였다. 2002-03 시즌 종료 후 스포르팅 CP로 이적하였고 2004-05 시즌 UEFA컵 준우승을 차지하였다.
2007년 7월 9일 레알 베티스로 이적하며 처음 해외 무대에 발을 디뎠고 2007-08 시즌 리그 27경기에 출전하였다. 하지만 이후 카스트로와 이냐키 고이티아에 주전 자리를 내주었고 2011년 1월 레스터 시티과 6개월 계약을 체결하였다.
레스터와의 계약 종료 후 비토리아 세투발로 이적하며 고국으로 복귀하였고 올랴넨스에서 2014년 선수 생활을 마감하였다.

### 국가대표 경력
2001년 6월 2일 아일랜드와의 경기에서 A매치 데뷔전을 치렀다. 이후 2002 월드컵에 백업 골키퍼로 출전하였다.
유로 2004에는 주전 골키퍼로 활약하며 승부차기까지 간 잉글랜드와의 8강전에서는 다리우스 바셀의 킥을 막아내는 등 좋은 활약을 펼쳤다. 하지만 결승전에서 그리스의 앙겔로스 하리스테아스의 슈팅을 막아내지 못하며 우승을 내주고 말았다.
2006 월드컵에선 조별 예선 중 2경기를 무실점으로 막아내었고 잉글랜드와의 8강에선 승부차기에서 램퍼드, 제라드, 캐러거의 킥을 모두 막아내며 영웅이 되었다. 이후 포르투갈은 최종 4위에 머물렀지만 히카르두는 월드컵 올스타 팀 골키퍼 부문에 이름을 올렸다.